# Sakurazaka46
Sakurazaka46 (櫻坂46  Sakurazaka Forty-six), trước đây là Keyakizaka46 (欅坂46  Keyakizaka Forty-six), là một nhóm nhạc nữ thần tượng Nhật Bản do Akimoto Yasushi quản lý. Nhóm được thành lập vào ngày 21 tháng 8 năm 2015 với tên gọi Keyakizaka46 được đặt tên theo tên đường Keyakizaka thuộc quận Roppongi, Minato, Tokyo. Nhóm được đổi tên thành Sakurazaka46 sau buổi biểu diễn vào ngày 13 tháng 10 năm 2020, nhóm được đặt tên theo đường Sakurazaka trong Roppongi Hills ở Minato, Tokyo. Đây là nhóm nhạc chị em đầu tiên của Nogizaka46.
Tính đến năm 2020, nhóm phát hành 9 đĩa đơn, 8 trong số đó đứng đầu Bảng xếp hạng đĩa đơn Oricon và Billboard Japan Hot 100. Nhóm cũng đã phát hành 3 album tổng hợp, một trong số đó được phát hành bởi Hiragana Keyakizaka46, một nhóm con tách thành Hinatazaka46. Ngoài ra, nhóm còn tổ chức nhiều chương trình tạp kỹ, chương trình phát thanh và phim truyền hình.

## Lịch sử

Logo của Keyakizaka46

### 2015: Ra mắt & những bước tiến đầu tiên
Trước khi ra mắt với tên gọi Sakurazaka46, vào ngày 22 tháng 2 năm 2015, trong buổi diễn Nogizaka46 3rd Year Birthday Live tại Seibu Dome, Nogizaka46 thông báo kế hoạch tuyển thành viên thế hệ đầu tiên cho dự án mới. Tên nhóm mới được tiết lộ là Toriizaka46 (鳥居坂46), được đặt tên theo khu vực Toriizaka ở quận Roppongi của Minato, Tokyo và tuyển thành viên từ ngày 28 tháng 7. Kì tuyển chọn cuối cùng được tổ chức vào ngày 21 tháng 8, cùng ngày ra mắt của Nogizaka46, 22 thành viên được chọn từ 22,509 thí sinh. Trong buổi họp báo ngay sau đó, đại diện uỷ ban Nogizaka, Yoshio Konno bất ngờ thông báo đổi tên nhóm thành Keyakizaka46; tuy nhiên không có lí do cụ thể.
Từ ngày 4 tháng 10, nhóm có chương trình truyền hình riêng vào mỗi Chủ Nhật với tên Keyakitte, Kakenai? (欅って、書けない?) trên TV Tokyo. Trong chương trình này, Sakurazaka46 thông báo thêm thành viên mới Nagahama Neru (長濱ねる) vào ngày 29 tháng 11, Nagahama đã vượt qua buổi thử giọng nhưng không tham gia do sự phản đối của cha mẹ cô. Cô làm thành viên của phân nhóm mới (thế hệ 2) Hiragana Keyakizaki46 (けやき坂46(ひらがなけやき)) (tên rút gọn là: Hiragana Keyaki) và quá trình tuyển thành viên cho phân nhóm mới cũng bắt đầu. Để phân biệt với phân nhóm mới, nhóm cũ (thế hệ 1) được gọi là Kanji Keyakizaka46.
Vào ngày 16 tháng 12, nhóm biểu diễn lần đầu tiên trên chương trình âm nhạc FNS Music Festival của kênh Fuji TV. Vị trí trung tâm của bài vũ đạo là Hirate Yurina (平手友梨奈), thành viên nhỏ tuổi nhất (14 tuổi) vào thời điểm đó.

### 2016-2017: Thành công sớm
Tháng 2 năm 2016, Sakurazaka46 công bố phát hành đĩa đơn đầu tiên vào ngày 6 tháng 4. Sau đó, tiêu đề đĩa đơn được công bố là Silent Majority. Bài hát cũng được sử dụng trong quảng cáo truyền hình cho ứng dụng điện thoại Mechakari. Khác với Nogizaka46, tất cả các thành viên (ngoại trừ Nagahama Neru) đều được chọn để hát ca khúc tiêu đề. Đĩa đơn bán được 261.580 bản trong tuần đầu và xếp hạng đầu tiên trên bảng xếp hạng hàng tuần Oricon. Nhóm đạt kỉ lục đĩa đơn có doanh thu cao nhất của các nhóm nhạc nữ trong tuần đầu tiên, phá kỉ lục của đĩa đơn Suki! Suki! Skip! HKT48 trong suốt 3 năm.
Ngày 9 tháng 4, Sakurazaka46 xuất hiện tại giải thuỏng GirlsAward 2016 Xuân/Hạ, một trong những sự kiện thời trang và âm nhạc lớn nhất tại Nhật Bản. Trong sự kiện này, Habu Mizuho ra mắt trên đường băng sân khấu. Từ 29 tháng 4 tới 5 tháng 5, một phần của quá trình tuyển chọn là chương trình truyền hình trực tiếp 18 thí sinh trên SHOWROOM. Các thí sinh sẽ được truyền hình trực tiếp từ nhà riêng, trả lời các câu hỏi và bình luận của khán giả. Ngày 11 tháng 5, 11 thí sinh chiến thắng vòng cuối cùng của vòng tuyển chọn được thông báo. Hiragana Keyakizaka46 ra mắt với ca khúc Hiragana Keyaki trong đĩa đơn thứ 2 Sekai ni wa Ai Shika Nai được phát hành vào ngày 10 tháng 8. Ca khúc được biểu diễn công khai lần đầu tiên tại sự kiện nhỏ bắt tay tại Nagoya vào ngày 13 tháng 8 năm 2016.
Bộ phim truyền hình đầu tiên của Sakurazaka46 Tokuyama Daigorō o Dare ga Koroshitaka? được phát sóng trên kênh TV Tokyo từ ngày 16 tháng 7 đến ngày 2 tháng 10. Đĩa đơn thứ 2 Sekai ni wa Ai Shika Nai được sử dụng làm nhạc nền cho phim. Từ ngày 5 tháng 7 đến 27 tháng 9, KeyaBingo! là phiên bản Keyakizaka46 của chương trình truyền hình tạp kĩ Bingo, tương tự AKBingo! và NogiBingo! phát sóng trên kênh NTV. Chương trình cũng phát trực tuyến trên Hulu Japan với những phần không được phát sóng trên truyền hình.
Ngày 25 tháng 9, trong Senbatsu lần thứ 2, Neru Nagahama được thông báo sẽ hoạt động ở cả hai nhóm Hiragana Keyakizaka46 và Kanji Keyakizaka46.
Ngày 8 tháng 10, Sakurazaka46 tham gia sự kiện GirlsAward 2016 Autumn/Winter. Trong sự kiện này, Hirate Yurina, Kobayashi Yui và Watanabe Risa ra mắt trên đường băng sân khấu. Ngày 24 và 25 tháng 12, Keyakizaka46 tổ chức buổi hoà nhạc đơn đầu tiên tại Ariake Coliseum cho khoảng 27000 người. Ngày 31 tháng 12, 21 thành viên bao gồm cả Nagahama xuất hiện lần đầu tiên trên chương trình NHK Kōhaku Uta Gassen lần thứ 67 và thể hiện ca khúc ra mắt Silent Majority.
Vào tháng 1 năm 2017, Yūka Sugai và Akane Moriya lần lượt được bổ nhiệm làm đội trưởng và đội phó của nhóm. Vào tháng 7, Hiragana Keyakizaka46 ra mắt thế hệ thứ 2, với 9 thành viên mới. nhóm nhỏ được giới thiệu trên Re: Mind, một loạt phim kinh dị truyền hình được phát sóng trên Netflix. Vào tháng 8, Keyakizaka46 đã có buổi biểu diễn đầu tiên tại Rock in Japan Festival, và đã xuất hiện hàng năm kể từ đó.
Ngày 25 tháng 9, trong thông báo Senbatsu lần thứ 5, Neru Nagahama được tiếp tục hoạt động chỉ ở Kanji Keyakizaka46 thay vì ở cả hai phân nhóm.
Ngày 17 tháng 10, Keyakise là trò chơi thể loại giải đố bằng tiếng Nhật với 1800 câu chuyện xoay quanh các thành viên của nhóm Sakurazaka46 và người chơi sẽ đóng vai người quản lí. Trò chơi được phát triển bởi enish Inc. và hỗ trợ chơi trên máy tính hoặc thiết bị di động trên nền tảng iOS, Android.
Ngày 31 tháng 12, nhóm tham gia biểu diễn tại sự kiện thường niên NHK Kōhaku Uta Gassen lần thứ 68. Tại sự kiện này, ở đoạn cuối trình diễn bài Fukyouwaon, thành viên Suzumoto Miyu bị ngất và hai thành viên Hirate Yurina và Shida Manaka quỵ xuống trên sân khấu. Theo NHK, cả 3 thành viên được chẩn đoán là bị tình trạng tăng thông khí (thở quá nhanh)..

### 2018-nay: Thay đổi đội hình & đổi tên thành Sakurazaka46
Tháng 8 năm 2018, thành viên Imaizumi Yui (今泉佑唯) của Kanji Keyakizaka46 thông báo tốt nghiệp, cô dự định theo đuổi các hình thức giải trí khác, Sau đó, nhiều thành viên rời nhóm, bao gồm Nanami Yonetani và Manaka Shida vào năm 2018 Trong khi đó, vào ngày 29 tháng 11, 2 nhóm Sakamichi Series đã tổ chức buổi thử giọng chung, nơi có 39 người đã vượt qua. Trong số đó, 11 người đến Nogizaka46, 9 người đến Kanji Keyakizaka46, 1 người đến Hiragana Keyakizaka46, và 15 người còn lại trở thành thực tập sinh (研究生 kenkyūsei) không được phân vào bất kỳ nhóm nào.
Ngày 11 tháng 2 năm 2019, Hiragana Keyakizaka46 thông báo tách nhóm hoạt động riêng biệt dưới tên Hinatazaka46, tên được đặt theo tên đường Hyūgazaka street thuộc Minato-ku, Tokyo. Nhóm Hinatazaka46 ra mắt vào ngày 27 tháng 3 năm 2019, phát hành đĩa đơn đầu tay "Kyun". Ngày 7 tháng 3 năm 2019, thành viên Nagahama Neru thông báo tốt nghiệp nhóm Sakurazaka46 trên blog cá nhân chính thức.
Trong thời gian này, Keyakizaka46 vẫn tổ chức nhiều buổi concert, trong đó có buổi concert lớn nhất từ ngày 18–19 tháng 9 năm 2019 tại Tokyo Dome, thu hút khoảng 50.000 người hâm mộ mỗi ngày. Vào ngày 24 tháng 9, trò chơi Uni's On Air được phát hành với sự góp mặt của Keyakizaka46 và Hinatazaka46.
Keyakizaka46 tổ chức senbatsu (Tổng tuyển cử) cho đĩa đơn thứ 9 trong chương trình Keyakitte, Kakenai? vào ngày 8 tháng 9 năm 2019. Ban đầu dự kiến phát hành vào cuối năm, nhưng việc phát hành bị trì hoãn lần đầu tiên do vấn đề sản xuất, và sau đó bị hoãn thêm với sự ra đi đột ngột của Yurina Hirate, center của đĩa đơn đã được lên kế hoạch trước đó.
Ngày 23/1/2020, trên trang chủ của Sakurazaka46 thông báo thành viên Oda Nana, Suzumoto Miyu tuyên bố tốt nghiệp, cùng đó "center cố định của nhóm" Hirate Yurina thông báo "rút khỏi nhóm" và Sato Shiori tạm ngưng hoạt động với nhóm để du học. Tin tức này đã làm fan của Sakurazaka46 vô cùng bất ngờ.
Vào ngày 16 tháng 2 năm 2020, 14 thành viên kenshūsei còn lại được chỉ định vào nhóm Sakamichi Series tương ứng thông qua Showroom. 6 trong số này  trở thành một phần của thế hệ thứ 2 nhóm Keyakizaka46 Ngày 29/3, thành viên Nagasawa Nanako thông báo tốt nghiệp.
Ngày 16/7/2020, Sakurazaka46 đã phát trực tiếp một buổi hòa nhạc mang tên " Keyakizaka46 Live Online, but with YOU!". Buổi hòa nhạc lần đầu tiên được tổ chức kể từ khi concert Tokyo Dome diễn ra vào tháng 9 năm 2019 và lần đầu tiên không có Hirate Yurina.Trong suốt concert, nhóm thông báo đĩa đơn thứ 9, " Dare ga Sonokane wo Narasu no ka? ", được lên kế hoạch phát hành đĩa đơn vào ngày 21/8. Thêm vào đó, nhóm trưởng Sugai Yuuka thông báo nhóm sẽ thay đổi tên và tạm dừng hoạt động, với concert cuối cùng được lên kế hoạch vào tháng 10 Vào ngày 21 tháng 9, có thông báo Sakurazaka46 sẽ là tên mới, với sự thay đổi diễn ra sau buổi biểu diễn cuối cùng của họ vào ngày 12 và 13 tháng 10
Ngày 14/10/2020, nhóm sẽ tiếp tục chặng đường mới với tên gọi Sakurazaka46. Chương trình tạp kỹ hàng tuần Keyakitte, Kakenai? được đổi tên thành Soko Magattara, Sakurazaka? bắt đầu từ  ngày 19 tháng 10. Đồng thời, nhóm giới thiệu đĩa đơn tiếp theo "Nobody's fault", đây cũng là đĩa đơn đầu tiên sau khi đổi tên với center là Morita Hikaru và đĩa đơn sẽ được ra mắt vào ngày 09/12/. Chỉ có 14 thành viên biểu diễn trong ca khúc chủ đề, thay vì tất cả các thành viên đều xuất hiện cho các đĩa đơn trước đây. Ngoài ra, đĩa đơn này còn chứng kiến sự ra đời của "Sakura Eight", các thành viên này xuất hiện ở mọi B-side. "Nobody's Fault" đã được trình diễn tại NHK Kōhaku Uta Gassen lần thứ 71. Vào ngày 4 tháng 1 năm 2021, Rina Matsuda thay thế Akane Moriya làm đội phó của nhóm; Yūka Sugai vẫn là đội trưởng.

## Tranh cãi
Năm 2016, Keyakizaka46 (tên cũ của Sakurazaka46) bị Trung tâm Simon Wiesenthal chỉ trích vì mặc trang phục giống quân phục của quân đội phát xít Đức và yêu cầu nhà sản xuất cũng như Sony Music xin lỗi.

## Thành viên
| Tên                          | Ngày sinh (tuổi)  | Biệt danh                                   | Nơi sinh  | Chú thích            |
| ---------------------------- | ----------------- | ------------------------------------------- | --------- | -------------------- |
| Thế hệ thứ 1                 |                   |                                             |           |                      |
| Uemura Rina (上村莉菜)       | 4 tháng 1, 1997   | Uemuu (うえむう)                            | Chiba     | Thông báo tốt nghiệp |
| Ozeki Rika (尾関梨香)        | 7 tháng 10, 1997  | Ozechan                                     | Kanagawa  | Đã tốt nghiệp        |
| Koike Minami (小池美波)      | 14 tháng 11, 1998 | Miichan (みいちゃん), Miiko (みいこ)        | Hyōgo     |                      |
| Kobayashi Yui (小林由依)     | 23 tháng 10, 1999 | Yuipon (ゆいぽん)                           | Saitama   | Đã tốt nghiệp        |
| Saitō Fuyuka (齋藤冬優花)    | 15 tháng 2, 1998  | Fuuchan (ふーちゃん)                        | Tokyo     | Thông báo tốt nghiệp |
| Sugai Yūka (菅井友香)        | 29 tháng 11, 1995 | Yukka (ゆっかー)                            | Tokyo     | Đã tốt nghiệp        |
| Habu Mizuho (土生瑞穂)       | 7 tháng 7, 1997   | Mizu (みづ), Mizuchan (みづちゃん)          | Tokyo     | Đã tốt nghiệp        |
| Harada Aoi (原田葵)          | 7 tháng 5, 2000   | Aachan (あーちゃん), Aoi (あおい)           | Tokyo     | Đã tốt nghiệp        |
| Moriya Akane (守屋茜)        | 12 tháng 11, 1997 | Akanen (あかねん)                           | Miyagi    | Đã tốt nghiệp        |
| Rika Watanabe (渡辺梨加)     | 16 tháng 5, 1995  | Pechan (ぺちゃん), Berika (べりか)          | Ibaraki   | Đã tốt nghiệp        |
| Risa Watanabe (渡邉理佐)     | 27 tháng 7, 1998  | Ricchan (りっちゃん), Berisa (べりさ)       | Ibaraki   | Đã tốt nghiệp        |
| Thế hệ thứ 2                 |                   |                                             |           |                      |
| Inoue Rina (井上梨名)        | 29 tháng 1, 2001  | いのりちゃん (Inorichan)                    | Hyōgo     |                      |
| Seki Yumiko (関有美子)       | 29 tháng 6, 1998  | ゆみちゃん (Yumichan)                       | Fukuoka   | Đã tốt nghiệp        |
| Takemoto Yui (武元唯衣)      | 23 tháng 3, 2002  | ゆいちゃん (Yuichan)                        | Shiga     |                      |
| Tamura Hono (田村保乃)       | 21 tháng 10, 1998 | Honyo, たむちゃん (Tamuchan)                | Ōsaka     |                      |
| Fujiyoshi Karin (藤吉夏鈴)   | 29 tháng 8, 2001  | Fujiyoshi, Karin (かりん)                   | Ōsaka     |                      |
| Matsuda Rina (松田里奈)      | 13 tháng 10, 1999 | まつり Matsuri、まりな Marina               | Miyazaki  | Captain              |
| Matsudaira Riko (松平璃子)   | 5 tháng 5, 1998   | りこぴ Rikopi                               | Tokyo     | Đã tốt nghiệp        |
| Morita Hikaru (森田ひかる)   | 10 tháng 7, 2001  | Runchan,るんるん Runrun, ひいちゃん Hiichan | Fukuoka   |                      |
| Yamasaki Ten (山崎天)        | 28 tháng 9, 2005  | Tenchan,てんてん TenTen                     | Ōsaka     |                      |
| Endo Hikari (遠藤光莉)       | 17 tháng 4, 1999  | Roichan (ロイちゃん)                        | Kanagawa  |                      |
| Ozono Rei (大園玲)           | 18 tháng 4, 2000  | Shiichan (しいちゃん)                       | Kagoshima |                      |
| Onuma Akiho大沼晶保 ()       | 12 tháng 10, 1999 | Akipo (あきぽ)                              | Shizuoka  |                      |
| Kosaka Marino (幸阪茉里乃)   | 19 tháng 12, 2002 | Sango-chan (さんごちゃん)                   | Mie       |                      |
| Matsumoto Kira (増本綺良)    | 12 tháng 1, 2002  | Dorokatsu (どろかつ)                        | Hyōgo     |                      |
| Moriya Rena (守屋麗奈)       | 2 tháng 1, 2000   | Moyashi-chan (もやしちゃん)                 | Tokyo     |                      |
| Thế hệ thứ 3                 |                   |                                             |           |                      |
| Ishimori Rika (石森璃花)     | 13 tháng 1, 2002  | **                                          | Gunma     |                      |
| Endo Riko (遠藤理子)         | 9 tháng 1, 2006   | **                                          | Saitama   |                      |
| Odakura Reina (小田倉麗奈)   | 25 tháng 7, 2004  | **                                          | Tokyo     |                      |
| Kojima Nagisa (小島凪紗)     | 7 tháng 7, 2005   | **                                          | Nagano    |                      |
| Taniguchi Airi (谷口愛季)    | 12 tháng 4, 2005  | **                                          | Yamaguchi |                      |
| Nakashima Yuzuki (中嶋優月)  | 17 tháng 2, 2003  | **                                          | Fukuoka   |                      |
| Matono Mio (的野美青)        | 8 tháng 11, 2006  | **                                          | Fukuoka   | Nhỏ tuổi nhất        |
| Mukai Itoha (向井純葉)       | 9 tháng 5, 2006   | **                                          | Hiroshima |                      |
| Murai Yu (村井優)            | 18 tháng 8, 2004  | **                                          | Tokyo     |                      |
| Murayama Miu (村山美羽)      | 15 tháng 2, 2005  | **                                          | Tokyo     |                      |
| Yamashita Shizuki (山下瞳月) | 22 tháng 1, 2005  | **                                          | Kyoto     |                      |

## Đĩa nhạc

### Đĩa đơn
| Số thứ tự    | Tiêu đề                                                         | Ngày phát hành       | Xếp hạng cao nhất | Xếp hạng cao nhất | Doanh thu bán đĩa | Doanh thu bán đĩa | Chứng nhận                              |
| Số thứ tự    | Tiêu đề                                                         | Ngày phát hành       | JP Oricon         | JP Japan Hot 100  | Oricon            | Billboard JAPAN   | Chứng nhận                              |
| Keyakizaka46 | Keyakizaka46                                                    | Keyakizaka46         | Keyakizaka46      | Keyakizaka46      | Keyakizaka46      | Keyakizaka46      | Keyakizaka46                            |
| ------------ | --------------------------------------------------------------- | -------------------- | ----------------- | ----------------- | ----------------- | ----------------- | --------------------------------------- |
| 1            | "Silent Majority" (サイレントマジョリティー)                    | 6 tháng 4 năm 2016   | 1                 | 1                 | ¥446.130          |                   | - RIAJ: 2×Bạch kim - Bạch kim (điện tử) |
| 2            | "Sekai ni wa Ai Shika Nai" (世界には愛しかない)                 | 10 tháng 8 năm 2016  | 1                 | 1                 | ¥453.539          | ¥484.102          | - RIAJ: Bạch kim                        |
| 3            | "Futari Saison" (二人セゾン)                                    | 30 tháng 11 năm 2016 | 1                 | 1                 | ¥617,936          | ¥685.018          | - RIAJ: 2× Bạch kim - Vàng (điện tử)    |
| 4            | "Fukyōwaon" (不協和音)                                          | 5 tháng 4 năm 2017   | 1                 | 1                 | ¥790.103          | ¥824.896          | - RIAJ: 3× Bạch kim - Vàng (điện tử)    |
| 5            | "Kaze ni Fukarete mo" (風に吹かれても)                          | 25 tháng 10 năm 2017 | 1                 | 1                 | ¥831.877          | ¥911.977          | - RIAJ: 3× Bạch kim - Vàng (điện tử)    |
| 6            | "Glass wo Ware!" (ガラスを割れ!)                                | 7 tháng 3 năm 2018   | 1                 | 1                 | ¥1.019.678        | ¥1.086.387        | - RIAJ: 1 triệu                         |
| 7            | "Ambivalent" (アンビバレント)                                   | 15 tháng 8 năm 2018  | 1                 | 1                 | ¥876.237          | ¥1.005.733        |                                         |
| 8            | "Kuroi Hitsuji" (黒い羊)                                        | 27 tháng 2 năm 2019  | 1                 | 1                 | ¥750,382          | -                 | -                                       |
| 9            | "Dare ga Sono Kane wo Narasu no ka?" (誰がその鐘を鳴らすのか？) | 21 tháng 8 năm 2020  |                   |                   |                   |                   |                                         |
| Sakurazaka46 |                                                                 |                      |                   |                   |                   |                   |                                         |
| 1            | Nobody's fault                                                  | 9 tháng 12 năm 2020  |                   |                   |                   |                   |                                         |

### Album tổng hợp
| Tiêu đề                                                          | Thông tin                                                                                 | Xếp hạng cao nhất | Doanh thu Oricon | Doanh thu Billboard Nhật Bản | Chứng nhận       |
| Tiêu đề                                                          | Thông tin                                                                                 | Oricon            | Doanh thu Oricon | Doanh thu Billboard Nhật Bản | Chứng nhận       |
| ---------------------------------------------------------------- | ----------------------------------------------------------------------------------------- | ----------------- | ---------------- | ---------------------------- | ---------------- |
| Masshirona Mono wa Yogoshitaku Naru (真っ白なものは汚したくなる) | - Ngày phát hành: 19 tháng 7 năm 2017 - Hãng đĩa: Sony Music - Định dạng: Đĩa CD, nhạc số | 1                 | - ¥394.892       | - ¥397.474                   | - RIAJ: Bạch kim |

## Phim & Chương trình truyền hình

### Chương trình và phim truyền hình
- Keyakitte, Kakenai? (欅って、書けない??) (TV Tokyo, 4 tháng 10 năm 2015 –)[9]
- KeyaBingo! (NTV, 5 July – ngày 26 tháng 9 năm 2016)[67]
- Tokuyama Daigorō o Dare ga Koroshitaka? (徳山大五郎を誰が殺したか??) (TV Tokyo, 17 tháng 7 – 2 tháng 10 năm 2016)[68]
- KeyaBingo! 2 (NTV, 9 tháng 1 năm 2017 – 27 tháng 3 năm 2017)[69]
- Zankokuna Kankyakotachi
- KeyaBingo!3 (NTV, 17 tháng 7 – 25 tháng 9 năm 2017)
- Re:Mind (TV Tokyo & Netflix, tháng 10 năm 2017)[70][71]
- Hiragana Oshi (ひらがな推し) (TV Tokyo, 8 tháng 4 năm 2018 –)[72]
- KeyaBingo!4 Hiragana Keyakitte Nani? (KEYABINGO!4 ひらがなけやきって何？) (NTV, 16 tháng 4 năm 2018 –)[73]

### Chương trình radio
- Keyakizaka46 no All Night Nippon (Nippon Broadcasting System, 5 tháng 1 năm 2016)[74]
- Keyakizaka46 no All Night Nippon R (欅坂46のオールナイトニッポンR?) (Nippon Broadcasting System, 31 tháng 1, 28 tháng 2, và 27 tháng 3 năm 2016)[74]
- Keyakizaka46 Kochira Yūrakuchō Hoshizora Hōsōkyoku (Nippon Broadcasting System, 2016-)[75]

## Giải thưởng
Dưới đây là bảng giải thưởng tiêu biểu của nhóm
| Năm  | Lễ trao giải                                 | Giải thưởng                  | Đề cử | Kết quả   |
| ---- | -------------------------------------------- | ---------------------------- | --- | --------- |
| 2016 | Yahoo Japan Search Grand Prix                | Idol Group Award             | | Đoạt giải |
| 2017 | Giải thưởng Japan Gold Disc lần thứ 31       | New Artist of the Year       | | Đoạt giải |
| 2017 | Giải thưởng V Chart lần thứ 5                | Top New Artist Award (Japan) | | Đoạt giải |
| 2017 | Giải thưởng Yahoo Japan Search Grand Prix    | Idol Group Award             | | Đoạt giải |
| 2017 | Giải thưởng Japan Record lần thứ 59          | Excellent Work Award         | Kaze ni Fukarete mo | Đoạt giải |
| 2017 | Giải thưởng Japan Cable lần thứ 50           | Excellent Music Award        | Kaze ni Fukarete mo | Đoạt giải |
| 2017 | MTV VMAJ                                     | Best Buzz Award              | | Đoạt giải |
| 2018 | Giải thưởng Japan Record lần thứ 60          | Excellent Work Award         | Ambivalent | Đoạt giải |
| 2018 | MTV VMAJ                                     | Best MV of Japanese Group    | Ambivalent | Đoạt giải |
| 2018 | Giải thưởng CD shop lần thứ 10               | Finalist Award               | Masshiro na Mono wa Yogoshitaku naru                                                                                      | Đoạt giải |
| 2018 | Giải thưởng Shogakukan DIME Trend lần thứ 31 | Best Character Award         | | Đoạt giải |
| 2019 | MTV VMAJ                                     | Best MV of Japanese Group    | Kuroi Hitsuji | Đoạt giải |
| 2019 | Giải thưởng Japan Record lần thứ 61          | Excellent Work Award         | Kuroi Hitsuji | Đoạt giải |
| 2021 | MTV Europe Music Awards                      | Best Japanese Act            | style="background: #99FF99; color: black; vertical-align: middle; text-align: center; " class="yes table-yes2"\|Đoạt giải |           |